# Баранівська сільська рада (Шишацький район)
Баранівська сільська рада — колишній орган місцевого самоврядування у Шишацькому районі Полтавської області з центром у селі Баранівка.

## Населені пункти
Сільраді були підпорядковані населені пункти:
- с. Баранівка